# 新横須賀站
新横須賀站（日语：／ Shin-Yokosuka eki */?）是位於静岡縣小笠郡大須賀町（現時：掛川市），靜岡鐵道駿遠線的鐵路車站（廢站）。

## 概要
此站位於大須賀町的中心和橫須賀市區位置，為駿遠線其中一座主要車站。在站舍北邊是橫須賀市區，南邊則為廣寬田原。
此站的站舍比較大，在島式月台上設有上下行線共用的蜻蜓式信號機。當連接舊藤相鐵道區間廢除（1964年）後，在此站至新三俁區間中，除了早上和黃昏外，不會再有列車班次。

## 歷史
- 1914年（大正3年）1月12日 - 中遠鐵道新袋井站至此站之間開業，此站啟用，當時為終點站[2]
- 1925年（大正14年）4月7日 - 此站至南大坂站之間開通，此站成為中途站[2]。
- 1943年（昭和18年）5月15日 - 在公司合併後，成為靜岡鐵道中遠線的車站[2]。
- 1948年（昭和23年）9月6日 - 在路線合併後，成為靜岡鐵道駿遠線的車站[2]。
- 1967年（昭和42年）8月28日 - 新袋井站至新三俁站之間被廢除，此站也被廢除[2]。

## 車站周邊
- 靜岡縣立橫須賀高等學校（日语：静岡県立横須賀高等学校）
- 三熊野神社（日语：三熊野神社 (掛川市)）（遠州橫須賀三熊野神社大祭（日语：遠州横須賀三熊野神社大祭））

## 現狀
在車站廢除後，遺址於1980年建設了購物中心。在1990年代後旬，建築物仍然存在，但商鋪已經有所不同。現時該處變為Cocokara Fine掛川橫須賀店。站前的旅館仍然營業。
車站遺址處設有秋葉巴士服務秋葉中遠線新橫須賀巴士站。
另外，在廢線前曾經使用的站名牌和資訊板均遷移至掛川市大須賀歷史民俗資料館。

## 相鄰車站
靜岡鐵道
駿遠線
河原町－新横須賀－七軒町

## 注腳
1. ↑  《シーナリィガイド》河田耕一，機藝出版社，1974年，p.160-163「靜岡鐵道　駿遠線」
（文章記事《鐵道模型趣味》No.210 1965年12月號刊登）
2. 1 2 3 4 5  今尾惠介監修《日本鐵道旅行地圖帳 7號 東海》新潮社 31頁

## 相關項目
- 日本鐵路車站列表 Shi